# Мали Иђош
Мали Иђош (мађ. Kishegyes) је насељено место у Србији и седиште истоимене општине у Севернобачком управном округу. Према попису из 2022. било је 4.118 становника.

## Назив
Назив највероватније долази од мађарских речи киш хеђеш (мађ. Kishegyes = мали брдовити).

## Географија
Најмања општина у Војводини (по пространству), има насељена места, поред Малог Иђоша, још и Фекетић и Ловћенац. Магистрални ауто-пут и железничка пруга Београд — Нови Сад — Суботица, пресецају ово подручје и пролазе кроз насељена места у општини. Овде се налазе Железничка станица Мали Иђош поље и Железничка станица Ловћенац. Кроз место пролази река Криваја.
Овде се налазе Туристичка организација општине Мали Иђош и Музеј пекарства.

## Историја
Преци већине данашњих житеља на ове просторе стигоше у пролеће 1769. године из Сентандраша, жупанија Бекеш. При поновном насељавању око стоседамдесеторо њих село је градило на обе обале потока Криваја (Бачер).
Током XVIII и  века на ово подручје се досељавају Немци, Мађари и други народи. Код Малог Иђоша се 1849. год. одиграла битка између мађарских и аустријских трупа. После Другог светског рата, колонизацијом становништва из Црне Горе и других крајева Југославије формира се нови састав становништва. Село Секић тада добија назив Ловћенац.
Мали Иђош лежи насред Бачке, у котлини брежуљака Телечка. Њено већинско становништво чине Мађари и Срби. Са именом општине Мали Иђош први пут се срећемо 1476. године без наведене жупаније, када су убележена имања Маротијевих у Потисју. Два села су била у данашњим атарима Иђоша, судећи бар по називима других наведених места. Међутим 14 година раније у једном документу се помиње пуста Хеђештхурол (Hegyesthurol). 16. фебруара 1462. године на молбу своје мајке краљ Матија Корвин као украс Ержебетином двору поклања сва места и пусте наведене у документу. Село се у историјским документима помиње до овог догађаја. Међутим унутрашњост земљине коре говори нешто друго. Ископине из 1906-1907. говоре о добу сеобе народа. Једна од наших заоставштина из 1522. године – где додуше фали део који се односи на Иђош – је харачки списак који је веома значајан запис. Кметови Јохана Хегешија у селу Девечер (данашњи назив атара северно од Србобрана), кметови Бласиуса Хегешија у селу Бетерен (Бетер је вероватно део данашњег Темерина) су плаћали харач.
Пропаст краја почео је 1514. године. Устанак Доже Ђерђа осим материјалне штете, конфисковања стоке однео је и неизмерно много људских живота. Поврх свега десио се и пораз код Мохача.
Сулејман и његови везири су са својом војском након победе на повратку прошли пределом између Дунава и Тисе. Институционална владавина Турака започиње након пада Будима, 1541. године. Након мохачке погибељи и село је опустошено, али се не зна тачно када. Чињеницу о изумирању села потврђује сегедински турски запис за порез 1553-54 године. Овом запису претходи сегедински устанак против Турака из 1552. године. Након почетничке среће становници Реске беже у Иђош испред турске војске, где их и затиче пописивање за порез.
Касније у турским записима о порезу Мали Иђош се помиње у суботичком пашалуку са 18 кућа порезника од 1580. до 1582. године, Велики Иђош са 17 кућа порезника 1580. године и са 23 кућа порезника 1590. године. 1652. године Иђошани порез плаћају Ференцу Вешеленију. 1655. године када се спроводило даривање имања оба Иђоша прелазе у власништво Адама Вешеленија. Оба села пропадају до краја XVII века. 1703. године обе пусте се још помињу као засеоци из турског доба. Током спровођења мера везаних за погранични појас, када се између осталог записују имања камаре, оба села се помињу као пусте. На једном документу се називају Киш Хиђош и Наги Хигијош а на другом Parvohygoš i Magnohygioš. Недуго затим камара даје у закуп атаре оба села деградирана у пусту.
Велики утицај на одлуку о насељавању пуста Мали Иђош и Велики Иђош имао је Антал Котман 1763. године. У свом извештају о локацијама, обе пусте је обележио као погодне за насељавање. Поновно насељавање је водио Пал Крушпер, директор сточарства камаре. Убрзо након што је објавио насељавање Малог Иђоша, јавили су се Мађари католици из Бекешсентандраша из жупаније Бекеш који су били вољни да се населе уз одређена права.
Мали Иђош је 1769. године директор сточарства камаре обележио као место за дошљаке. Насељеници су стигли марта исте године. Поводом тога 21. март се од 1994. године обележава као дан села. Највећи догађај током историје у селу везује се за револуцију 1849. године. Дана 14. јула мађарска војска је под вођством Рихарда Гујона извојевала своју последњу победу над Јелачићевом војском.

## Црква Свете Ане
Општина је 1771. године саградила светилиште, док је милостиви, Камара 1788. године саградила данашњу цркву. Црква саграђена у част Св. Ане је дужине 35 м, ширине 13 м, торањ је висок 35 м, док је целокупна површина 526 m². Оргуље које и дан данас функционишу саградио је Иштван Ковач, мајстор из Сегедина. Црква је више пута преуређивана. Последње преуређење већих сразмера датира из 1939. године. Споредни олтари и проповедаоница су тада смештени на место где и данас стоје.
Поред главног има и три споредна олтара који су грађени у поједностављеном барокном стилу. Слика главног олтара је дело мајстора Јосипа Франциска Фалконерија и представља Блажену Девицу између Св. Ане и Св. Јоакима. Слика је урађена 1791. године у Будиму. Слике споредног олтара су дело Мора Тана, (мађ. Than Mór) (1828—1899) сликара пореклом из Старог Бечеја, настале у Пешти 1868. године. Једна слика представља Св. Јосифа, тесара из Назарета, вереника Девице Марије, са малим Исусом на рукама.

## Мали Иђош данас
Село има: предшколску установу, основну школу, библиотеку, дом здравља. Каријера многих писаца, ликовних уметника, глумаца, музичара, новинара потекла је из овог села. Носилац културних збивања је КУД Петефи Шандор. Име спортског клуба Еђшег тренутно представљају фудбалери, шахисти и рукометашице. Манифестације које одишу духом, а дешавају се једном годишње су: Домбош Фест, Ана дани, и Дани Чепе Имреа. So-Besed (Szó-Beszéd) је локални лист који се објављује једном месечно. Ватрогасно друштво је основано пре 130 година. У селу успешно делује више цивилних организација.

## Привреда
У општини је најразвијенија пољопривреда. Од значаја су трговина и занатство, угоститељство и локални саобраћај. На пољопривредним земљиштима организована су већа ловишта.

## Демографија
У насељу Мали Иђош живи 4298 пунолетних становника, а просечна старост становништва износи 40,0 година (38,0 код мушкараца и 41,8 код жена). У насељу има 2127 домаћинстава, а просечан број чланова по домаћинству је 2,57.
Ово насеље је углавном насељено Мађарима (према попису из 2002. године), а у последња четири пописа, примећен је пад у броју становника.
|             | \| Демографија[3] \| Демографија[3] \| Демографија[3] \| \| Година \| Становника \| Становника \| \| -------------- \| -------------- \| -------------- \| \| 1948. \| 6.989 \| \| \| 1953. \| 6.803 \| \| \| 1961. \| 6.860 \| \| \| 1971. \| 6.603 \| \| \| 1981. \| 6.271 \| \| \| 1991. \| 5.803 \| 5.709 \| \| 2002. \| 5.465 \| 5.713 \| \| 2011. \| 4.890 \| \| \| 2022. \| 4.118 \| \| |            |
| Демографија | |            |
| Година      | Становника | Становника |
| 1948.       | 6.989 |            |
| 1953.       | 6.803 |            |
| 1961.       | 6.860 |            |
| 1971.       | 6.603 |            |
| 1981.       | 6.271 |            |
| 1991.       | 5.803 | 5.709      |
| 2002.       | 5.465 | 5.713      |
| 2011.       | 4.890 |            |
| 2022.       | 4.118 |            |

| Етнички састав према попису из 2002.‍ | Етнички састав према попису из 2002.‍ | Етнички састав према попису из 2002.‍ | Етнички састав према попису из 2002.‍ | Етнички састав према попису из 2002.‍ |
| ------------------------------------ | ------------------------------------ | ------------------------------------ | ------------------------------------ | ------------------------------------ |
|                                      |                                      |                                      |                                      |                                      |
| Мађари                               | Мађари                               |                                      | 4.767                                | 87,22%                               |
| Срби                                 | Срби                                 |                                      | 389                                  | 7,11%                                |
| Роми                                 | Роми                                 |                                      | 119                                  | 2,17%                                |
| Југословени                          | Југословени                          |                                      | 35                                   | 0,64%                                |
| Црногорци                            | Црногорци                            |                                      | 30                                   | 0,54%                                |
| Хрвати                               | Хрвати                               |                                      | 25                                   | 0,45%                                |
| Немци                                | Немци                                |                                      | 10                                   | 0,18%                                |
| Русини                               | Русини                               |                                      | 9                                    | 0,16%                                |
| Буњевци                              | Буњевци                              |                                      | 7                                    | 0,12%                                |
| Муслимани                            | Муслимани                            |                                      | 6                                    | 0,10%                                |
| Словенци                             | Словенци                             |                                      | 5                                    | 0,09%                                |
| Бошњаци                              | Бошњаци                              |                                      | 3                                    | 0,05%                                |
| Македонци                            | Македонци                            |                                      | 2                                    | 0,03%                                |
| Албанци                              | Албанци                              |                                      | 1                                    | 0,01%                                |
| непознато                            | непознато                            |                                      | 3                                    | 0,05%                                |

| Година пописа     | 1948. | 1953. | 1961. | 1971. | 1981. | 1991. | 2002. |
| ----------------- | ----- | ----- | ----- | ----- | ----- | ----- | ----- |
| Број домаћинстава | 2.260 | 2.362 | 2.485 | 2.430 | 2.375 | 2.280 | 2.127 |

| Број чланова      | 1   | 2   | 3   | 4   | 5   | 6  | 7 | 8 | 9 | 10 и више | Просек |
| ----------------- | --- | --- | --- | --- | --- | -- | - | - | - | --------- | ------ |
| Број домаћинстава | 553 | 602 | 421 | 387 | 114 | 34 | 9 | 4 | 2 | 1         | 2,57   |

| Пол    | Укупно | Неожењен/Неудата | Ожењен/Удата | Удовац/Удовица | Разведен/Разведена | Непознато |
| ------ | ------ | ---------------- | ------------ | -------------- | ------------------ | --------- |
| Мушки  | 2.157  | 662              | 1.282        | 103            | 107                | 3         |
| Женски | 2.361  | 419              | 1.310        | 498            | 132                | 2         |
| УКУПНО | 4.518  | 1.081            | 2.592        | 601            | 239                | 5         |

| Пол    | Укупно                    | Пољопривреда, лов и шумарство | Рибарство                            | Вађење руде и камена | Прерађивачка индустрија       |
| ------ | ------------------------- | ----------------------------- | ------------------------------------ | -------------------- | ----------------------------- |
| Мушки  | 1.115                     | 416                           | 0                                    | 0                    | 331                           |
| Женски | 604                       | 233                           | 0                                    | 0                    | 98                            |
| УКУПНО | 1.719                     | 649                           | 0                                    | 0                    | 429                           |
| Пол    | Производња и снабдевање   | Грађевинарство                | Трговина                             | Хотели и ресторани   | Саобраћај, складиштење и везе |
| Мушки  | 6                         | 131                           | 70                                   | 19                   | 47                            |
| Женски | 0                         | 1                             | 76                                   | 17                   | 10                            |
| УКУПНО | 6                         | 132                           | 146                                  | 36                   | 57                            |
| Пол    | Финансијско посредовање   | Некретнине                    | Државна управа и одбрана             | Образовање           | Здравствени и социјални рад   |
| Мушки  | 3                         | 8                             | 34                                   | 11                   | 23                            |
| Женски | 9                         | 3                             | 35                                   | 47                   | 59                            |
| УКУПНО | 12                        | 11                            | 69                                   | 58                   | 82                            |
| Пол    | Остале услужне активности | Приватна домаћинства          | Екстериторијалне организације и тела | Непознато            | Непознато                     |
| Мушки  | 16                        | 0                             | 0                                    | 0                    | 0                             |
| Женски | 14                        | 2                             | 0                                    | 0                    | 0                             |
| УКУПНО | 30                        | 2                             | 0                                    | 0                    | 0                             |